# Джеймс Тейлър (пътешественик)
Джеймс Линдзи Тейлър (на английски: James Lindsay Taylor) е австралийски войник, полицейски офицер, пътешественик-изследовател на Нова Гвинея.

## Произход и кариера (1901 – 1938)
Роден е на 25 януари 1901 година в Сидни, Нов Южен Уелс, в семейство на английски преселници. След завършване на гимназия през 1917 се записва в Австралийската имперска войска. На следващата година се присъединява към 34-ти батальон във Франция, където служи на фронта. През 1920 се завръща в Австралия и на 7 септември 1923 е назначен в полицията на Нов Южен Уелс. В периода 1930 – 1939 е полицейски инспектор в Британска Нова Гвинея и извършва три патрулни похода (1930, 1933 и 1938 – 1939) във вътрешността на страната, в най-високопланинската ѝ част.

## Изследвания в Нова Гвинея (1938 – 1939)
Най-голямата си експедиция по изследването на централния планински район на Нова Гвинея Тейлър провежда през 1938 – 1939 в състав от 20 полицейски служителя и 230 носачи.
В началото на март 1938 от създадената база на 144º и.д., на вододела между реките Пурари и Сепик, проследява в западна посока около 300 км от южните склонове на хребета Сентрал Рейндж, като в края на септември открива изворите на река Стрикленд, а в края на октомври – на река Сепик на 141º 30` и.д. След това отрядът пресича хребета от юг на север и проследява цялото течение (1300 км) на Сепик до устието ѝ, което достига в средата на януари 1939. След като дава няколкодневен отдих на спътниците си, Тейлър се завръща в базата си, като се изкачва по един от десните притоци на Сепик и пресича Сентрал Рейнж, този път от север на юг, но на друго място.

## Следващи години (1939 – 1987)
По време на Втората Световна война (1939 – 1945)служи в австралийската армия и достига до чин майор. След войната Тейлър се жени и се заселва в селището Горока в планините на Нова Гвинея, където живее до смъртта си на 28 юни 1987 година.